# Yves Joseph de Kerguelen de Trémarec
Yves Joseph de Kerguelen de Trémarec (bretó: Erwan Jozef a Gergelenn a Drevareg, 13 de febrer de 1734, Landudal, Bretanya - 3 de març de 1797, París, França) fou un oficial de marina i navegant bretó conegut per haver descobert el 1772 les illes Kerguelen, un arxipèlag localitzat a l'oceà Índic.

## Joventut
Yves Joseph de Kerguelen de Trémarec va néixer el 13 de febrer de 1734 a la casa de Trevareg, a Landudal, Bretanya. Sense tenir cap fortuna s'embarcà amb setze anys com a guardamarí a la Marina Reial Francesa després d'haver estudiat en un col·legi de jesuïtes. Va ser destinat a Dunkerque, es casà el 1758 amb Marie-Laurence de Bonte. El seu sogre, l'antic alcalde de Dunkerque, armà el Sage, un navili de 56 canons i 450 homes de tripulació durant la Guerra dels Set Anys. Kerguelen va prendre el comandament del vaixell el 1761 per dirigir una campanya a les Antilles contra els anglesos.
Nomenat tinent de navili el 1763 havia inventat un nou tipus d'embarcació, la corbeta de canons, apta per als desembarcaments. Després realitzà una campanya d'aixecaments cartogràfics i sondeigs hidrogràfics a Bretanya, fet pel qual es va determinar la seva admissió a l'Acadèmia de Marina de Brest.
El 1767 obtingué el comandament de La Folle per efectuar una campanya de protecció dels pescadors de bacallà a Islàndia. Un any després partí de nou cap a l'Atlàntic Nord (Groenlàndia i Bergen) al comandament de la corbeta L'Hirondelle i es familiaritzà amb la navegació dels mars subpolars. El 1768, de tornada, dugué dos ossos blancs capturats a Groenlàndia per al rei Lluís XV. Entre totes dues missions havia participat en una missió d'intel·ligència, durant sis setmanes, a Anglaterra, «per examinar, sense fer-se descobrir, la construcció naval dels anglesos...»
El 1771 publicà la seva narració dels viatges per l'Atlàntic Nord amb el títol de Relation d'un voyage dans la mer du Nord, aux côtes d'Islande, du Groenland, de Ferro, de Schettland, des Orcades & de Norwége; fait en 1767 & 1768.

## Primera expedició
| «           | Vaig presentar-me a Versalles el mes de setembre de 1770, per proposar al Sr. duc de Praslin, ministre de Marina, el pla d'una campanya de descobriment als mars antàrtics. Vaig veure que no era moment per emprendre tals operacions. […] Havent-se arreglat [posteriorment] amb la cort d'Anglaterra, […] l'ocasió fou favorable per proposar el viatge de descobriment. […] Se'm va donar el comandament del navili del Rei Le Berrier, que era a Lorient. […] Vaig embarcar 14 mesos de queviures per a 300 tripulants. […] L'u de maig [de 1771] vaig hissar veles. […] El 10 de juny vaig travessar la línia dels vint-i-dos graus de longitud occidental del meridià de París, del qual em serviria més endavant. […] Vaig arribar a l'Illa de França el 20 d'agost. | Je me rendis à Versailles au mois de septembre 1770, pour proposer à M. le duc de Praslin, ministre de la Marine, le plan d'une campagne de découverte dans les mers antarctiques. Je vis que ce n'étoit pas le moment d'entreprendre de pareilles opérations. […] Les affaires s'étant [ensuite] arrangées avec la cour d'Angleterre, […] l'occasion devint favorable pour proposer le voyage de découverte. […] On me donna le commandement du vaisseau du Roi le Berrier, qui étoit à l'Orient. […] J'embarquai 14 mois de vivres pour 300 hommes d'équipage. […] Le premier jour de mai [ 1771 ], je mis à la voile. […] Je coupai la ligne le 10 juin par vingt-deux degrés de longitude occidentale du méridien de Paris, dont je me servirai toujours […] J'arrivai à l'Isle de France le 20 août. | » |
| — Kerguelen | | |   |

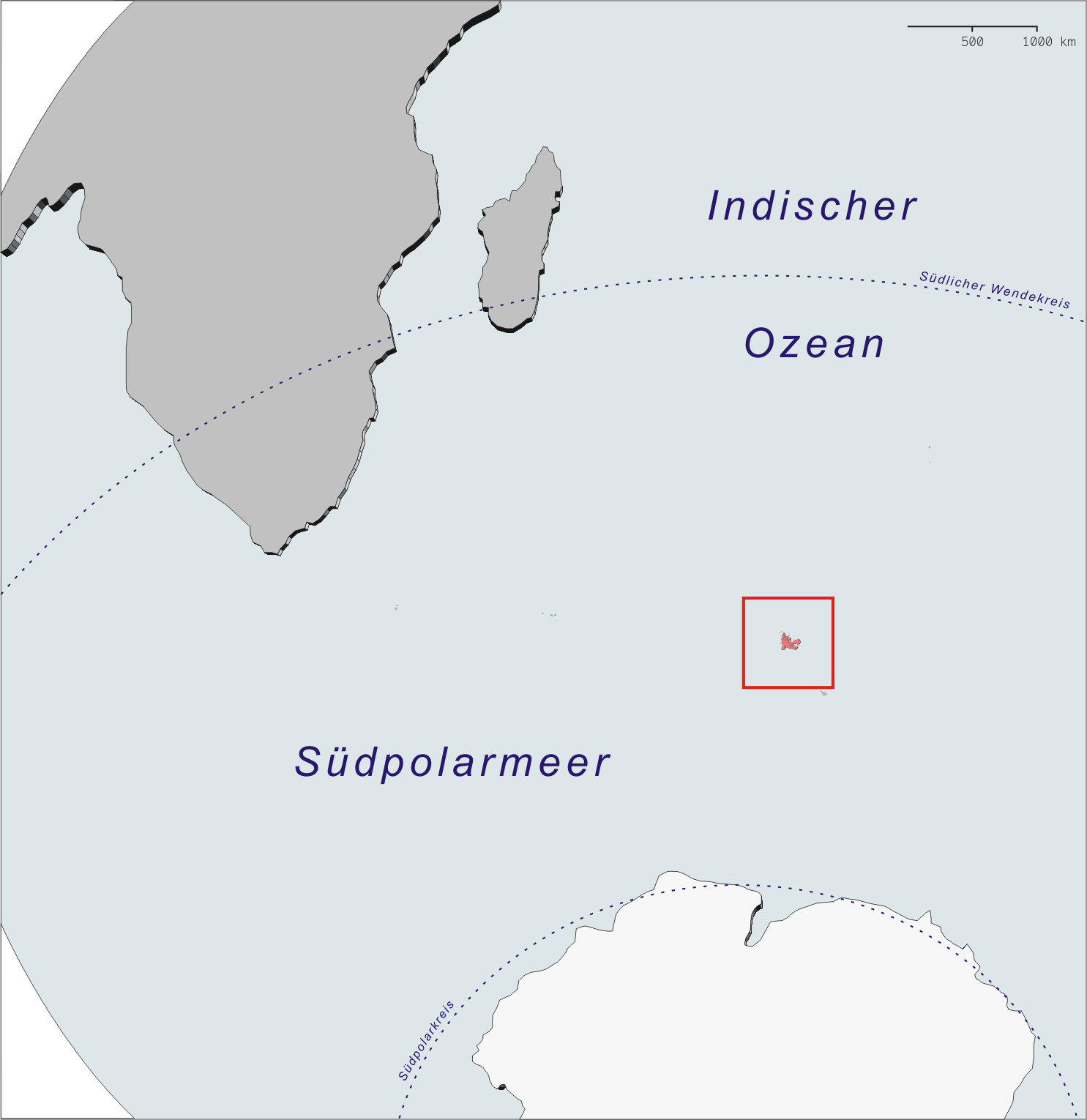
Localització de les illes Kerguelen, a la mateixa distància del sud d'Àfrica que d'Austràlia, ja a aigües de l'oceà Antàrtic.

Durant la seva escala a l'Illa de França (Illa Maurici, aleshores colònia francesa de l'oceà Índic a l'est de Madagascar) fou ben rebut pel governador de Roches i l'intendent Poivre. Allà es trobà també amb el ja major naturalista Philibert Commerson, amb Marion-Dufresne, també en servei i futur descobridor de les illes Crozet, i amb un jove La Pérouse. També hi reemplaçà el seu gran navili per dos vaixells de menor desplaçament, més lleugers, amb menor armament i millor adaptats per a la missió, La Fortune i la gavarra Gros Ventre, al comandament de Louis Alesno de Saint-Allouarn i segon de l'expedició. El 12 de febrer de 1772, al sud de l'Oceà Índic guaità una terra on va creure veure el continent austral i li donà el nom de França Austral. Es tractava, de fet, de les illes Kerguelen. El mal temps va impedir el desembarcament fins al 14 de febrer, dia en què un guardiamarina va poder per fi desembarcar i prendre possessió del territori en nom del rei.
Una tempesta separà els dos vaixells i Kerguelen va haver de prosseguir la seva ruta sol, abandonant Gros Ventre. Arribà de tornada a Brest el 16 de juliol de 1772 mentre que el segon vaixell l'esperava i el cercava en debades. El Gros Ventre seguí les escales com estaven previstes i en l'ordre estipulat, en condicions terribles, cap al mar de Timor i les costes australianes, abans de tornar de nou a l'Illa de França el 5 de setembre. Malgrat aquesta aventura, La Pérouse digué que Kerguelen fou rebut a França com un nou Cristòfor Colom. A Versalles feu al rei una descripció molt optimista dels recursos de les terres que havia descobert, i el convencé d'ordenar una segona expedició: «Les terres que he tingut la fortuna de descobrir semblen formar una massa central del continent antàrtic... La França Austral proveirà meravellosos espectacles físics i morals...»

## Segona expedició
El 26 de març de 1773, poc abans de saber que els tripulants del Gros Ventre havien sobreviscut, partiren de Brest amb el vaixell Rolland (amb 417 homes) i la fragata L'Oiseau. Tots dos estaven aparellats per a una acció fonamentalment expedicionària i no pas militar, amb una artilleria reduïda: el Rolland carregava 36 canons en comptes dels 64 habituals i L'Oiseau 26 en comptes de 36. L'expedició incloïa l'enginyer-constructor Marrier de la Gâtinerie, els astrònoms Du Marsais i Le Paute-Dagelet, un metge naturalista, un dibuixant, així com tres dones, entre elles Louise Seguin. A l'Illa de França els amics de Kerguelen havien estat reemplaçats i la rebuda fou freda. Seguint les instruccions reials, les autoritats de l'illa afecten una petita embarcació a l'expedició, el senau La Dauphine. L'expedició va haver d'afrontar tempestes i les tripulacions foren afectades per l'escorbut. El desembre es constatà la trista realitat de la França Austral: Kerguelen ni tan sols hi desembarcà, els seus subordinats descobriren un paisatge sever, sense res de flora ni de fauna terrestres. Tres anys més tard, James Cook, durant el seu tercer viatge anomenarà aquestes terres irònicament les "illes de la desolació".

## Tornada i condemna
De tornada a França els oficials feren sentir les seves queixes: l'embarcament clandestí de Louise Seguin, un enriquiment personal per tràfic, però se'l va retreure sobretot la interrupció del seu viatge anterior i l'avantatjosa descripció que havia fet d'aquelles terres inhabitades amb la fi de promoure la segona expedició. Kerguelen va haver de passar per un consell de guerra i condemnat a sis mesos de reclusió en una fortalesa i a l'exclusió de la seva condició d'oficial del rei. Se'l va detenir al castell de Saumur, una presó daurada en què feu amistat amb el governador, Dupetit-Thouars, que era el pare d'Aristide Aubert Du Petit-Thouars, futur heroi de la batalla d'Abukir.

## Llibertat i mort
Kerguelen fou alliberat el 1778, reintegrat a la Marina i tornà a fer-se a la mar per actuar com a corsari a la corbeta La Comtesse de Brionne durant la guerra d'Amèrica. El 1781 partí en una corbeta, armada pel seu compte, però fou capturat pels anglesos. Kerguelen publicà el 1782 a París la narració de les seves expedicions amb el nom de Relation de deux voyages dans les Mers australes & des Indes, faits en 1771, 1772, 1773 & 17740.
S'uní a la Revolució i fou nomenat contraalmirall. El varen detenir el 1794 (en el període anomenat El Terror), fou finalment alliberat, recuperà la seva graduació i participà en la batalla de Groix el 16 de juny de 1795. Es retirà un any després i el 3 de març de 1797 va morir a París amb 63 anys.